# تنميط عاثوي

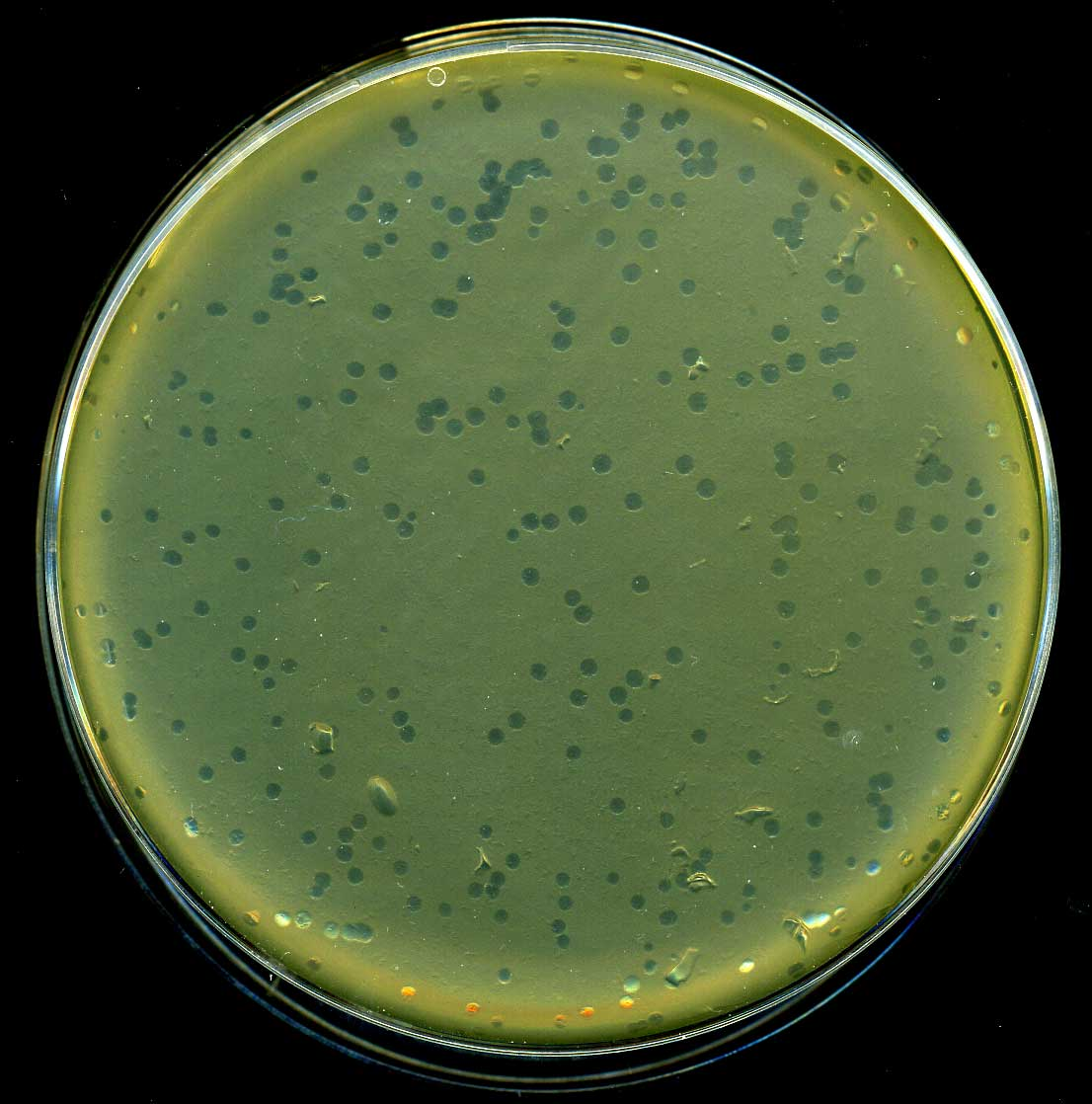
مستنبت من البكتيريا المصابة بالعاثية، تشير "الثقوب" إلى مناطق البكتيريا التي قتلها الفيروس. ويبلغ قطر هذا المستنبت 10 سم.

التنميط العاثوي هو إحدى الطرق المستخدمة للكشف عن سلالات أحادية من البكتيريا. وتُستخدم هذه الطريقة لتتبع مصادر انتشار العدوى وتُسمي الفيروسات التي تصيب البكتيريا بـ «العاثيات»، وبعض هذه العاثيات يمكنها أن تصيب سلالة واحدة فقط من البكتيريا. تُستخدم هذه العاثيات في التعرف على سلالات البكتيريا المختلفة التي تندرج تحت نوع واحد.
حيث تتم زراعة مستنبت من السلالة في آجار، ثم يتم تجفيفه. ويتم رسم شبكة على قاعدة الطبق البتري لتحديد المناطق المختلفة. ويتم تلقيح كل مربع من مربعات الشبكة بنوع مختلف من العاثيات. ثم تُترك قطرات العاثية حتى تجف ويتم تحضينها: تأخذ المناطق الملقحة بالعاثية شكلاً حلقيًا في المناطق التي تتحلل فيها، وتُستخدم هذه الطريقة في التمييز بين السلالات المختلفة.